# Penestragania epulota
Penestragania epulota är en insektsart som beskrevs av Blocker 1979. Penestragania epulota ingår i släktet Penestragania och familjen dvärgstritar. Inga underarter finns listade i Catalogue of Life.